# Гай Наттів
Гай Наттів (англ. Guy Nattiv; 24 травня 1973, Тель-Авів, Ізраїль) — ізраїльський кінорежисер, сценарист і продюсер. Член Академії кінематографічних мистецтв і наук, лауреат премії «Оскар» в категорії «Найкращий ігровий короткометражний фільм». На сьогоднішній день живе і працює в США.

## Біографія
Народився в Тель-Авіві. Бабусі й дідусі майбутнього режисера пережили Голокост.
Кар'єру розпочав з роботи в рекламі. У продовж 7 років працював головним копірайтером, а згодом головним креативним директором рекламного агентства Publicis Groupe.
Як режисер і сценарист дебютував у 2002 році з короткометражного фільму «Потоп». Фільм отримав десятки нагород на міжнародних кінофестивалях, зокрема премію «Кришталевий ведмідь» на Берлінському міжнародному кінофестивалі.
Свій перший повнометражний фільм «Strangers» Наттів зняв у 2008 році.
У 2018 році Наттів зняв свій перший американський короткометражний фільм «Скін» з Джеймі Беллом у головній ролі. На 91-шій церемонії вручення фільм отримав премію «Оскар» як найкращий ігровий повнометражний фільм.
У 2021 році заснував власну продюсерську компанію «New Native Pictures».

## Сімейний стан
У 2012 році одружився з американською акторкою Джейн Рей Ньюмен. З 2015 року пара живе у Лос-Анджелесі. Мають двох доньок — Альма Несс і Міла Ніко.

## Обрана фільмографія
- 2002 — Потоп (продюсер, режисер, сценарист)
- 2007 — Чужі люди (продюсер, сценарист)
- 2014 — Чарівники (продюсер, сценарист)
- 2018 — Скін (продюсер, режисер, сценарист)
- 2022 — Голда (режисер)